# Jacques Muller (homme politique)
Pour les articles homonymes, voir Muller et Jacques Muller.
Jacques Muller est un homme politique français (EELV) né le 30 octobre 1954 (70 ans), maire de Wattwiller (2001 à 2014) et sénateur du Haut-Rhin de 2007 à 2010.

## Biographie
Professeur d'économie générale et d'économie agricole et rurale durant plus de 25 ans, Jacques Muller est également ingénieur agronome (diplômé de l'Institut national agronomique Paris-Grignon).
Il est marié et père de trois enfants.

## Engagement
Il cofonde plusieurs associations de défense des droits de l'homme et de protection de l'environnement, et adhère aux Verts à la fin des années 1980.
Il s'engage pour la première fois en politique en 1983 en devient conseiller municipal de Lutterbach jusqu'en 1989.
Élu maire, il est candidat aux élections législatives de juin 2007 pour la 7e circonscription du Haut-Rhin, et recueille près de 8 % des voix.
Devenu sénateur, il se présente également aux élections européennes de 2009, comme numéro 2 sur la liste Europe Écologie de la Circonscription Est menée par Sandrine Bélier. Il adhère désormais au parti Europe Écologie Les Verts, fusion d'Europe Écologie et des Verts.

### Maire de Wattwiller
Élu conseiller municipal de Wattwiller en 1995, il est élu maire de la ville lors des élections municipales de 2001. Il devient également délégué à la communauté de communes de Cernay, et Président de la commission Environnement Habitat et Cadre de vie du pays Thur-Doller. 
En avril 2007, il assigne le ministère de l'Agriculture, au nom de la ville de Wattwiller, devant le tribunal administratif de Strasbourg, pour n'avoir pas pris les mesures nécessaire à l'établissement d'un périmètre de protection contre les OGM autour des cultures biologiques. À l'instar des maires d'autres communes françaises, Jacques Muller avait tenté de définir par arrêté municipal un tel périmètre mais le tribunal administratif de Strasbourg avait annulé son arrêté en mars 2006, en estimant que la définition de ce périmètre était exclusivement du ressort du ministre, en application des directives européennes.
Il est battu aux élections municipales de mars 2014 par Raphaël Schellenberger.

### Sénateur
Candidat aux sénatoriales en septembre 2004 sur la liste de Jean-Marie Bockel, il lui succède au Sénat le 20 juillet 2007, à la faveur de la nomination de celui-ci au gouvernement.
Jean-Marie Bockel n'étant pas reconduit lors du remaniement ministériel du 14 novembre 2010, Jacques Muller doit lui rendre son siège le 14 décembre 2010.

## Synthèse des mandats
- 13/03/1983 - 19/03/1989 : conseiller municipal de Lutterbach.
- 18/06/1995 - 18/03/2001 : conseiller municipal de Wattwiller.
- 19/03/2001 - 23/03/2014 : Maire de Wattwiller.
- 20/07/2007 - 14/12/2010 : Sénateur du Haut-Rhin